# Avicularia palmicola
Avicularia palmicola är en spindelart som beskrevs av Cândido Firmino de Mello-Leitão 1945. 
Avicularia palmicola ingår i släktet Avicularia och familjen fågelspindlar. Inga underarter finns listade.